# Gmina Campton (Illinois)

lokalizacja na terenie hrabstwa Kane

Gmina Campton (ang. Campton Township) – jednostka osadnicza w hrabstwie Kane, w stanie Illinois.
Zajmuje powierzchnię 10 km² i jest zamieszkiwana przez około 14 tys. osób. Mieszkańcy zajmują się głównie rolnictwem. Północna część osady została wchłonięta przez miasto Elgin, a większość pozostałej części przez miasto Campton Hills.
W latach 40., XIX wieku, mieszkał tu mały Charles Ingalls z rodziną (późniejszy ojciec Laury Ingalls Wilder ("Domek na prerii")).